# Orthorapha cassidioides
Orthorapha cassidioides is een halfvleugelig insect uit de familie Aphrophoridae. De wetenschappelijke naam van deze soort is voor het eerst geldig gepubliceerd in 1832 door Westwood.